# Киргистан на Светском првенству у атлетици на отвореном 2013.
Киргистан је учествовао на Светском првенству у атлетици на отвореном 2013. одржаном у Москви од 10. до 18. августа једанаести пут, односно учествовао је под данашњим именом на свим првенствима од 1993. до данас. Репрезентацију Киргистана представљало је двоје атлетичара, који су се такмичили у две дисциплине.,
На овом првенству Киргистан није освојио ниједну медаљу. Није било нових националних, личних и рекорда сезоне.

## Учесници
| Мушкарци: - Иља Мухин — 800 м | Жене: - Јулија Андрејева — Маратон |  |

## Резултати

### Мушкарци
| Атлетичар | Дисциплина | Лични рекорд | Квалификације | Квалификације | Полуфинале           | Полуфинале           | Финале               | Финале       | Детаљи |
| Атлетичар | Дисциплина | Лични рекорд | Резултат      | Место         | Резултат             | Место                | Резултат             | Место        | Детаљи |
| --------- | ---------- | ------------ | ------------- | ------------- | -------------------- | -------------------- | -------------------- | ------------ | ------ |
| Иља Мухин | 800 м      | 1:54,65      | 1:54,88       | 8 у гр. 4     | Није се квалификовао | Није се квалификовао | Није се квалификовао | 43 / 47 (49) |        |

### Жене
| Атлетичарка      | Дисциплина | Лични рекорд | Квалификација | Квалификација | Полуфинале | Полуфинале | Финале   | Финале       | Детаљи |
| Атлетичарка      | Дисциплина | Лични рекорд | Резултат      | Место         | Резултат   | Место      | Резултат | Место        | Детаљи |
| ---------------- | ---------- | ------------ | ------------- | ------------- | ---------- | ---------- | -------- | ------------ | ------ |
| Јулија Андрејева | Маратон    | 2:30:58      |               |               |            |            | 2:53:16  | 38 / 46 (72) |        |